# Marietta (Teksas)
Marietta – miasto w Stanach Zjednoczonych, w stanie Teksas, w hrabstwie Cass.